# FC Swarovski Tirol
FC Swarovski Tirol foi um clube de futebol austríaco, com sede em Innsbruck, Tirol.
Criado em 1986, pela empresa Swarovski, em virtude da licença do FC Wacker Innsbruck. O time foi vitorioso até 1992, mas com a volta do FC Wacker Innsbruck, o time foi dissolvido neste ano. 

## Títulos
- Campeonato Austríaco de Futebol (2): 1989, 1990
- Copa da Áustria de Futebol (2): 1989, 1993

## Histórico dos Treinadores
- Felix Latzke (1 Julho 1985 – 30 Junho 1987)
- Ernst Happel (1 Julho 1987 – 1 Dezembro 1991)
- Horst Hrubesch (1 Janeiro 1992 – 31 Maio 1992)